# Oslo Gospel Choir
Het Oslo Gospel Choir is een Noors gospelkoor.
Het koor is opgericht in 1988 door Tore W. Aas en staat sindsdien onder zijn leiding. Het repertoire bestaat uit bestaande, door Aas gearrangeerde, gospels en nieuwe nummers met sterke invloeden vanuit de Noorse volksmuziek. Een belangrijke bron van inspiratie is de Amerikaanse zanger Andrae Crouch.
Het Oslo Gospelkoor geniet internationale bekendheid en verzorgt optredens in Europa en de Verenigde Staten. Sinds 1988 zijn ca. 20 albums gemaakt. In de jaren 90 verkocht het koor meer dan 1 miljoen geluidsdragers en was daarmee de best verkopende "artiest" in Noorwegen.

## Discografie
- 1990 Live - Noah
- 1991 Get together - Stageway Records
- 1992 In This House - Stageway Records
- 1994 Tusen Julelys - BMG Ariola
- 1994 The Christmas Way - BMG Ariola
- 1994 Get Up - BMG Ariola
- 1996 Gloria - BMG
- 1997 Live in Paris - Norske Gram
- 1998 Reaching Heaven - Master Music
- 1998 Celebrate - Norske Gram
- 1998 Julenatt - Norske Gram
- 1999 Power - Norske Gram (Met Calvin Bridges)
- 2000 Stilla natt - EMI/Norske Gram (Met Tommy Körberg)
- 2001 Live in Chicago - EMI/Norske Gram
- 2002 Det skjedde i de dager - KKV (Met prinses Märtha Louise en Sigvart Dagsland)
- 2003 Salmeskatt - KKV
- 2004 JOY - KKV
- 2005 Lys i mørket - KKV (Met Mia Gundersen en Bjarte Hjelmeland)
- 2005 We lift our hands - GMI Music
- 2006 We lift our hands - Part two - GMI Music
- 2006 This is the day - Live in Montreux - POWER konzerte
- 2006 This is the day - Live in Montreux Part two - POWER konzerte
- 2008 En stjerne skinner i natt - Kirkelig Kulturverksted
- 2008 20 YEARS 20 SONGS - Kirkelig Kulturverksted
- 2009 CREDO - Master Music
- 2010 This is Christmas - Power Konzerte
- 2011 Lys imot mørketida
- 2012 Above All (Scandinavische uitgave) / One true God (Europese uitgave) / Stay Amazed (Afrikaanse uitgave)